# Walhai
Der Walhai (Rhincodon typus) ist der größte Hai und zugleich der größte Fisch der Gegenwart. Es handelt sich um die einzige Art der Gattung Rhincodon, die wiederum die einzige Gattung innerhalb der Familie Rhincodontidae ist. Der Walhai gehört der Ordnung der Ammenhaiartigen an. Die Tiere bewohnen die tropischen bis subtropischen Meere und kommen sowohl küstennah als auch küstenfern vor. Sie ernähren sich ähnlich wie Riesenhaie und Riesenmaulhaie von Plankton, nektischen Kleinstlebewesen und kleinen Fischen, die sie durch Ansaugen des Wassers filtrieren.
Synonyme sind R. typicus Müller & Henle, 1839, R. pentalineatus Kishinouye, 1891, R. typus Smith, 1829, R. typus Smith, 1828 sowie Micristodus punctatus Gill, 1865.

## Merkmale
Nach Untersuchungen von 317 Individuen vor Belize wird der Walhai zwischen 3,0 und 12,7 m lang mit einem Durchschnittswert von 6,3 m. Für 360 weitere Individuen am Ningaloo-Riff vor der Küste Westaustraliens, überwiegend männliche Tiere, werden Größen von 4,0 bis 12,0 m und Durchschnittswerte von 7,6 m angegeben. Ein an der Küste Indiens gestrandetes Exemplar brachte es auf eine Länge von 13,7 m, während ein weiteres vor Indien gefangenes Tier 14,5 m lang gewesen sein soll. Einzelnen Berichten zufolge wurden auch bis zu 18 m lange Exemplare beobachtet. Eine zehnjährige Studie am Ningaloo-Riff erlaubte die Wachstumsentwicklung bei Walhaien zu studieren. Demnach nehmen männliche Tiere anfangs schnell an Körpergröße zu, die Wachstumskurve flacht dann aber ab. Ausgewachsene männliche Individuen erreichen dabei Maximallängen von 8 bis 9 m. Weibliche Tiere hingegen wachsen langsamer und kontinuierlicher und können Berechnungen zufolge bis zu 14,5 m lang werden. Das Gewicht beträgt möglicherweise bis über 12 t.
Walhaie sind von gräulicher, bräunlicher oder bläulicher Farbe. Der Bauch ist hell gefärbt, der Rücken ist mit hellen Streifen und Flecken überzogen, die in Querlinien angeordnet sind. Das große Maul erstreckt sich über die gesamte Breite der abgeflachten und stumpfen Schnauze. Der Walhai hat als einziger Vertreter der Haie ein endständiges Maul. Die etwa 3600 kleinen Zähne stehen in mehr als 300 dichten Reihen angeordnet. Die Tiere besitzen fünf Kiemenspalten, zwei Rückenflossen sowie Brust- und Analflossen. Der obere Lappen der Schwanzflosse ist etwa ein Drittel länger als der untere. Mit einer Dicke von bis zu 15 cm ist seine Haut die dickste aller Lebewesen der Erde.

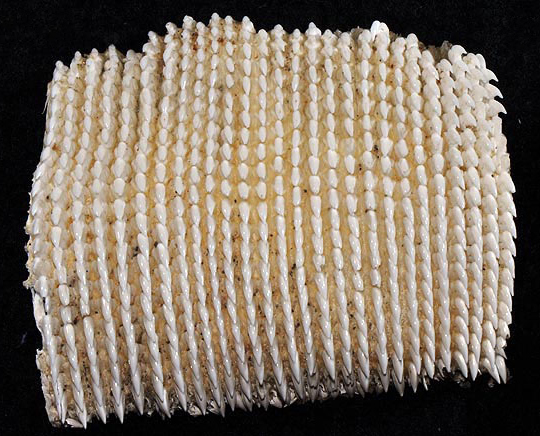
Zähne
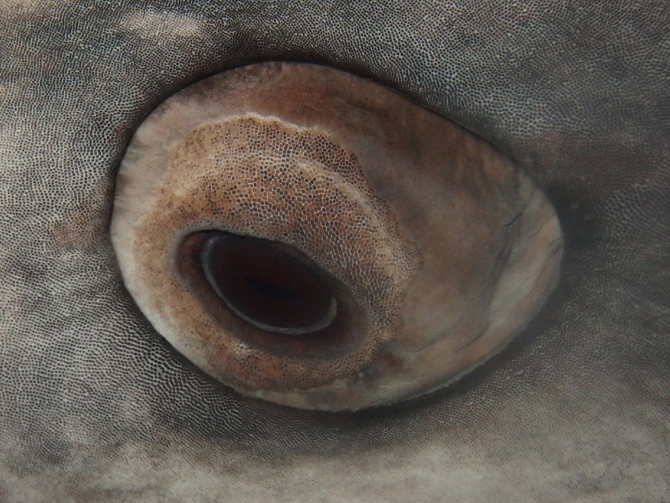
Auge
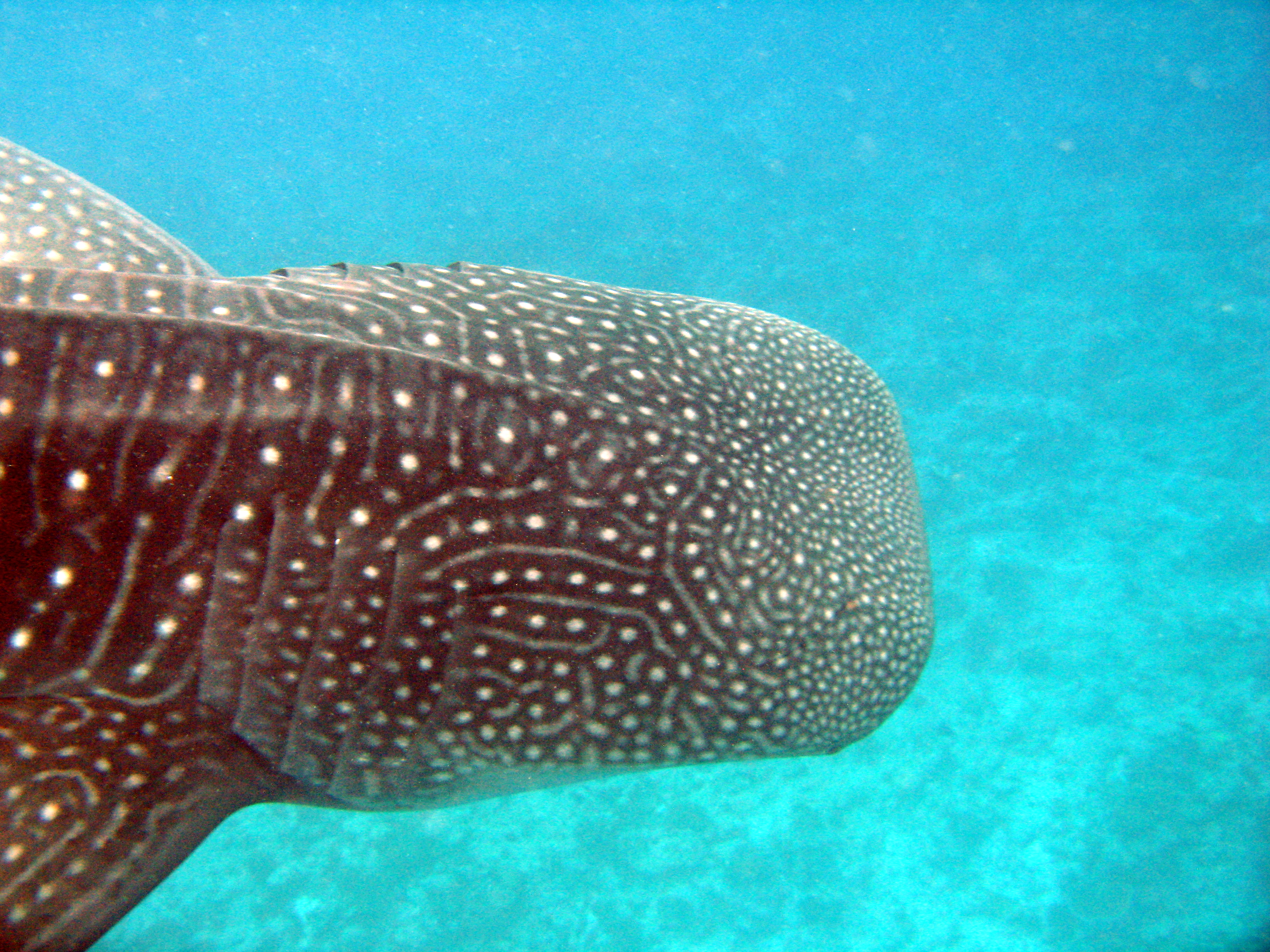
Kopfoberseite

## Verbreitung und Lebensweise

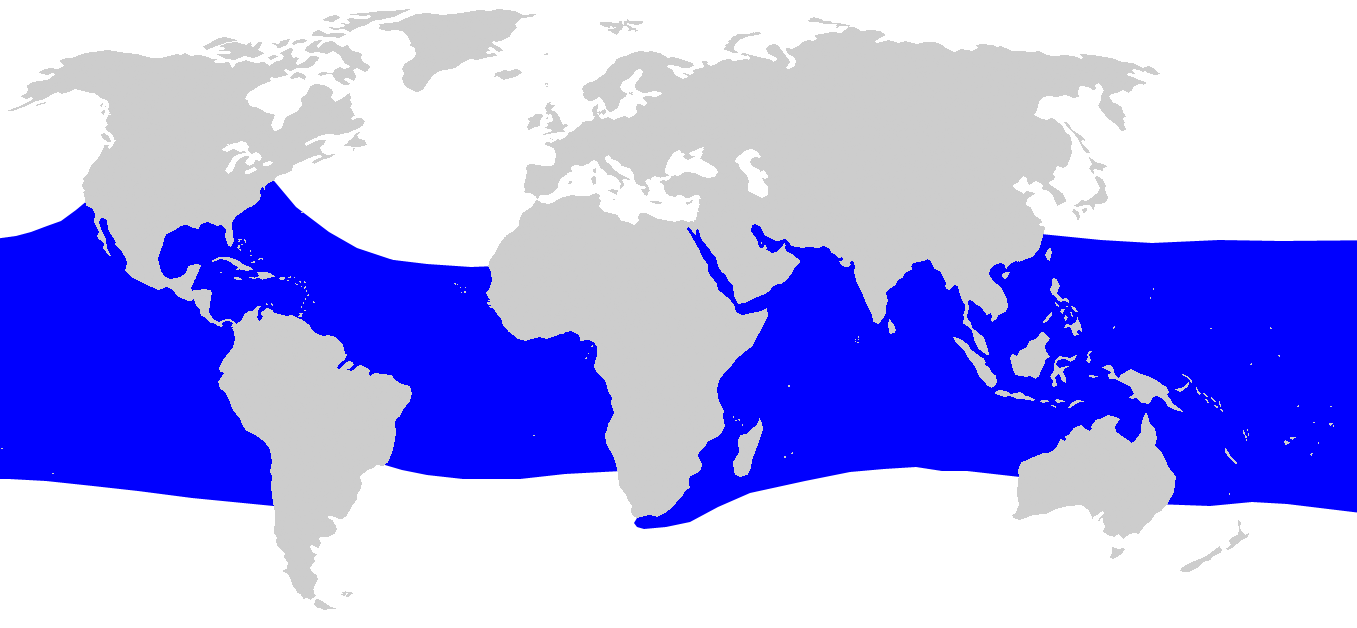
Verbreitung

Walhaie bevorzugen eine Wassertemperatur von 21 bis 25 °C und sind weltweit in fast allen warmen, tropischen und subtropischen Gewässern anzutreffen, wobei es Regionen gibt, in denen sie gehäuft auftreten. In der Regel handelt es sich hierbei um Gebiete mit saisonaler Planktonblüte oder Regionen, in denen planktonreiches kälteres Auftriebswasser zu beobachten ist. Walhaie wandern häufig zwischen küstennahen und küstenfernen Gebieten. Männliche Tiere legen dabei beträchtliche Strecken zurück, weibliche nur kürzere; sie scheinen regelmäßig in das Gebiet ihrer Geburt zurückzukehren. Auch männliche Haie kehren immer wieder zu bestimmten Stellen zurück. Walhaie treten vereinzelt, aber auch in Gruppen auf. Solche Versammlungen sind mit über 400 Individuen in einem bestimmten Gebiet vor der Küste der Halbinsel Yucatán beobachtet worden, wobei die Tiere in diesem Fall hauptsächlich an großen Aggregationen von Thunfisch-Laich fressen. Es handelt sich um die größte Ansammlung von Walhaien, die jemals gesichtet wurde, und sie tritt offenbar saisonal auf.

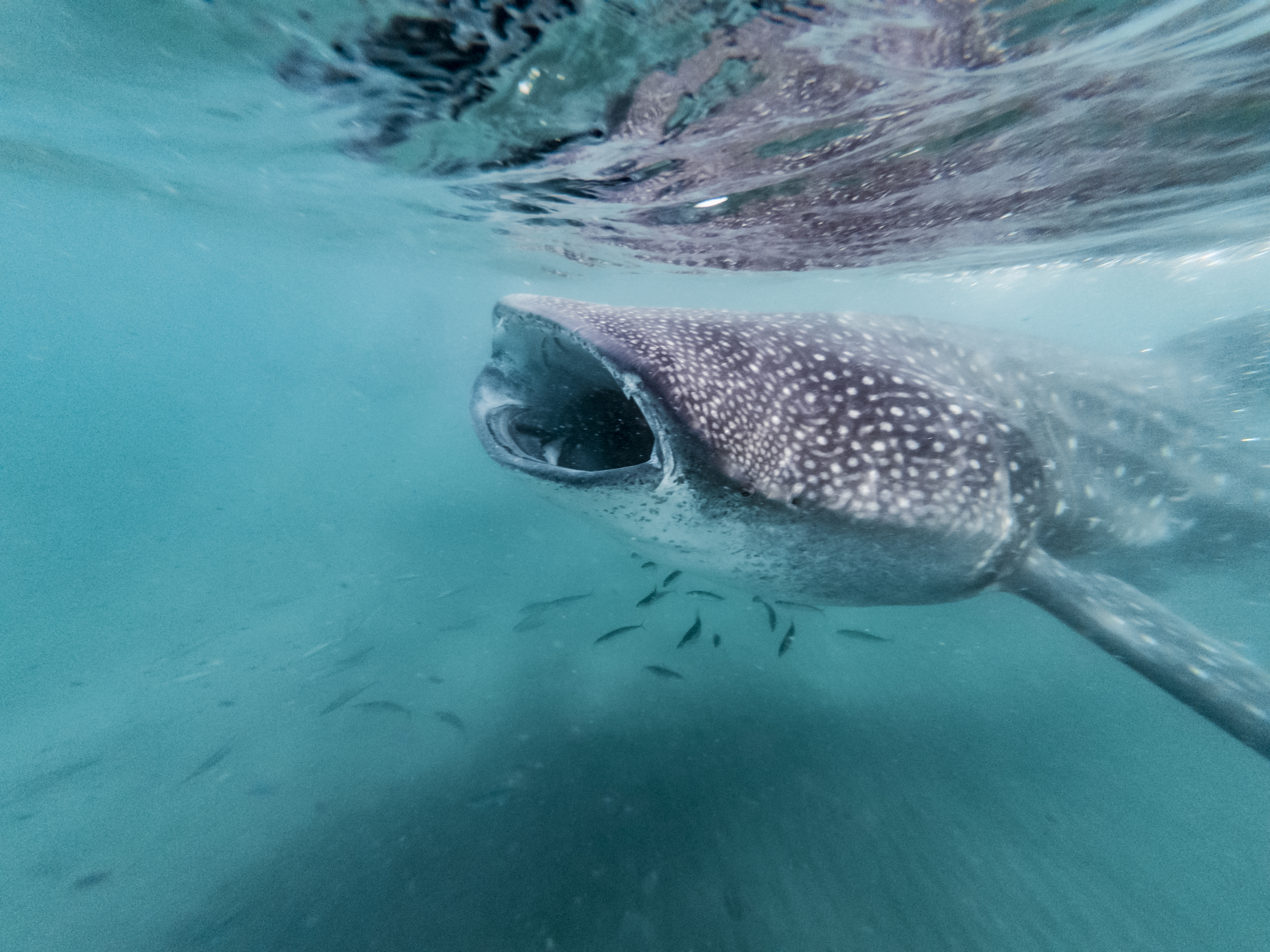
Walhai bei der Nahrungsaufnahme

Walhaie saugen das Wasser aktiv an und pressen es durch ihre Kiemen wieder aus, die mit einem schwammartigen Filtrierapparat versehen sind. Dieser wird aus Knorpelspangen gebildet, welche die einzelnen Kiemenbögen wie ein Gitter miteinander verbinden und auf denen untereinander verfilzte Hautzähnchen sitzen. Um ihren enormen Nahrungsbedarf zu decken, filtern sie auf diese Weise neben Plankton auch kleine Fische und andere Meeresbewohner, etwa Tintenfische oder die Braunalge Sargassum aus dem Wasser. Häufig „stehen“ sie dabei senkrecht, den Kopf zur Wasseroberfläche gerichtet, im Wasser, oder sie bewegen den aus dem Wasser ragenden Kopf von einer Seite zur anderen und öffnen und schließen dabei das Maul (7–28 Mal pro Minute). Nach Untersuchungen vor der Küste von Yucatan können Walhaie zwischen 326 m³/h (bezogen auf ein Tier mit 440 cm Körperlänge) und 614 m³/h (bezogen auf ein Tier mit 620 cm Körperlänge) an Wasser filtern. Ausgehend von einer durchschnittlichen Planktondichte von 4,5 g/m³ ergibt dies eine Nahrungsmenge von 1,47 bis 2,76 kg je Stunde. Da Walhaie im Mittel rund 7,5 Stunden täglich für die Nahrungsaufnahme aufbringen, liegt die in diesem Zeitraum vertilgte Menge bei 11 bis 21,7 kg, was wiederum umgerechnet 14.930 bis 28.120 kJ je Tag entspricht.

## Energiehaushalt
Vergleichbar einigen anderen Makrelenhaien vermag der Walhai seine Körpertemperatur teilweise konstant zu halten. Messungen an Tieren vor der Küste Okinawas ergaben, dass bei diesen bei Tauchgängen in Tiefen bis zu 390 m und einer Wassertemperatur von 14 °C die Körpertemperatur in einem Zeitraum von rund zwölf Stunden nicht unter 19 °C fällt. Außerdem wurde eine verringerte Körperwärmeabgabe an das umgebende Meer bei sehr tiefen Tauchgängen bis über 1000 m ermittelt. Möglicherweise entsteht dieser Effekt durch die extreme Körpergröße des Walhais. Eine partielle Endothermie ist auch vom Riesenhai berichtet worden, vermutlich bestand sie auch bei Megalodon.

## Fortpflanzung

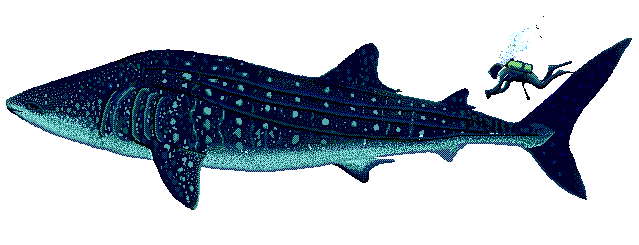
Größenvergleich zum Menschen

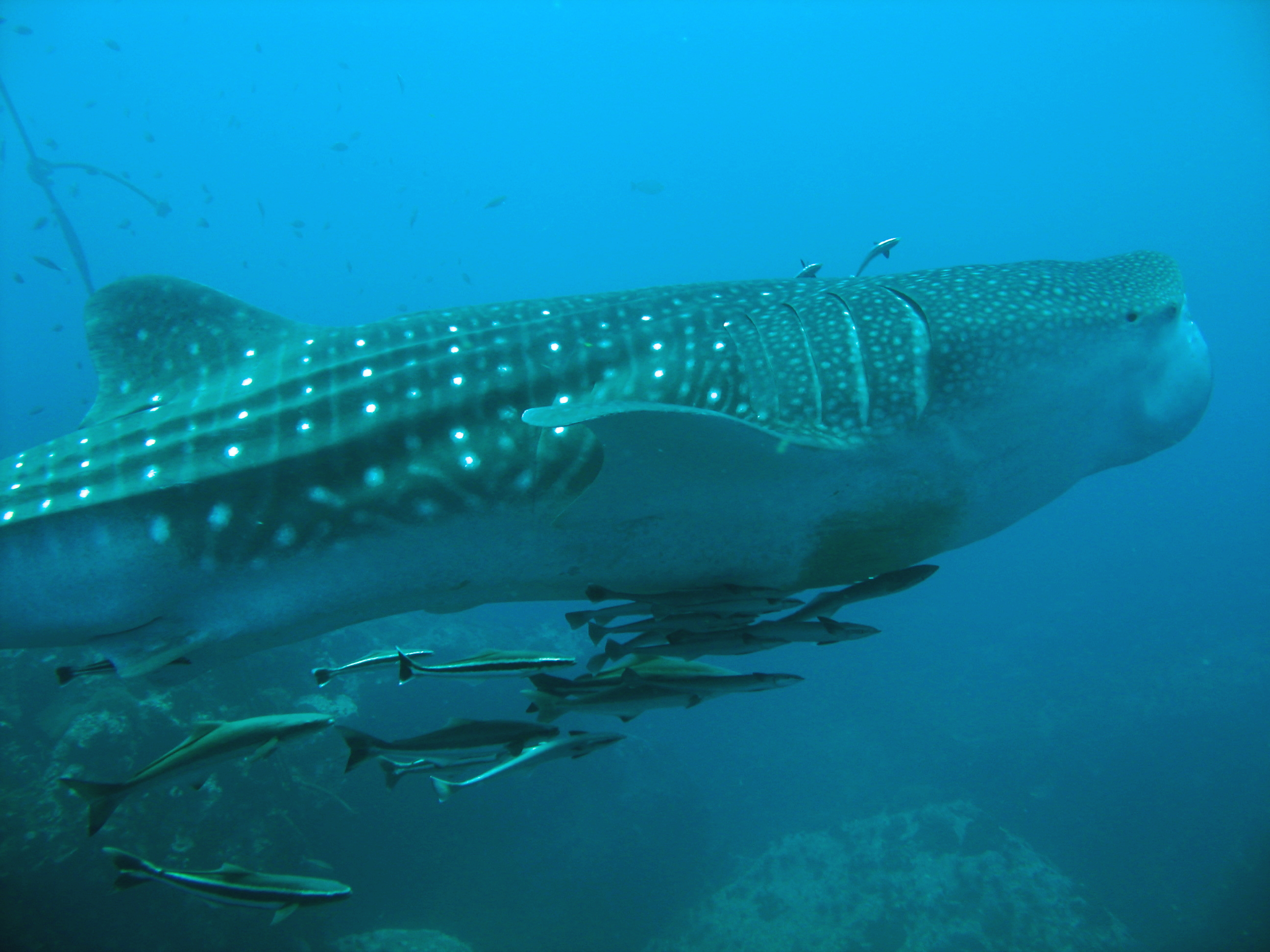
Walhai im Golf von Thailand

Der Fund eines Eies mit einer Größe von circa 30 × 14 × 9 cm  mit einem 36 cm großen Walhai-Embryo im Jahr 1953 im Golf von Mexiko schien die frühere Vermutung zu bestätigen, dass Walhaie zu den eierlegenden Haiarten zu rechnen seien. Erst der Fang eines schwangeren Weibchens 1995 vor Taiwan und die wissenschaftliche Untersuchung dieses Exemplars ergaben, dass Walhaie bis zu 300 lebende Junge gebären können. Diese Jungen befinden sich jedoch nicht alle im selben Entwicklungsstadium, wie dies bei vielen anderen Haiarten der Fall ist. Vielmehr liegen verschiedene junge und ältere embryonale Entwicklungsformen parallel vor. Je weiter sie entwickelt sind, desto näher liegen die Jungtiere an der Geburtsöffnung. Wahrscheinlich kann das Weibchen die Entwicklung und damit die Geburt über viele Jahre hinweg steuern und gebiert nur dann, wenn sie die Überlebenschancen ihrer Jungtiere hoch einschätzt. Dies hängt vermutlich eng mit dem Nahrungsvorkommen, den Strömungen und den Temperaturen des Wassers zusammen. Diese Vermutungen sind noch nicht ausreichend belegt, jedoch die wahrscheinlichste Erklärung für diese Besonderheit. Bei dem gefundenen Ei handelte es sich wahrscheinlich um ein vorzeitig verlorenes. Üblicherweise schlüpfen die Haie schon in der Gebärmutter mit einer Größe von 58 bis 64 cm. Das kleinste gefundene Exemplar hatte eine Länge von ca. 40 cm und wurde im flachen Gewässer in der Nähe der Küstenstadt Donsol in der philippinischen Provinz Sorsogon gefunden. Möglicherweise ist das Seegebiet bei Donsol ein Aufzuchtgebiet der Walhaie.
Es lässt sich nur mutmaßen, wo die Jungen nach der Geburt ihre weitere Entwicklung bis hin zur Geschlechtsreife vollziehen. Wahrscheinlich ist, dass sie sich in größeren Tiefen weiterentwickeln, möglicherweise unterhalb einer Tiefe von 300 Metern, da sie darüber noch Nahrungskonkurrenten für ihre erwachsenen Artgenossen darstellen könnten. Dies wäre für Jung und Alt eher von Nachteil. Möglicherweise stoßen sie in tiefere Wasserschichten vor, die ihre Eltern nicht erreichen können.
Der Walhai pflanzt sich erst im Alter zwischen 10 und 30 Jahren fort und kann bis zu 100 Jahre alt werden.

## Stammesgeschichte
Eine Vorgängerform des heutigen Walhais wurde mit Palaeorhincodon beschrieben. Die Gattung geht auf J. Herman aus dem Jahr 1974 zurück und basiert auf Funden aus den Brüsseler und Leder Sanden in Belgien, die in das Mittlere Eozän datieren. Weitere Reste stammen aus Dormaal, ebenfalls Belgien. Sie dürften aber bereits dem Unteren Eozän angehören. Allgemein sind Reste von Palaeorhincodon selten, aber recht weit gestreut und kamen sowohl im südwestlichen Frankreich als auch in Nordamerika zu Tage, wo sie unter anderem aus der Fishburne-Formation in South Carolina sowie aus der Hardie Mine local fauna in Georgia, beide USA, vorliegen. Aus den phosphatreichen Ablagerungen des Ouled-Abdoun-Beckens in Marokko sind rund 40 Zähne geborgen worden. Sie datieren vom Oberen Paläozän bis in das Untere Eozän. Weitere Zähne wurden aus dem eozänen Phosphatbecken von Kpogamé-Hahotoé in Togo berichtet. Die Zähne von Palaeorhincodon sind stark gepresst und relativ klein, maximal 4 mm hoch. Die Hauptspitze ist je nach Position im Maul nach hinten (Frontalzähne) oder zur Seite (Lateralzähne) gebogen. Seitlich wird die Hauptspitze meist von je einer kleineren Nebenspitze begleitet. Letzteres unterscheidet Palaeorhincodon vom heutigen Walhai, bei dem die Nebenspitzen fehlen.

## Bedrohung
Die IUCN stufte den Walhai im Jahr 2016 als stark gefährdet („Endangered“) auf der Roten Liste der gefährdeten Arten ein. Der Populationstrend wurde 2016 mit einer weiteren Abnahme der Bestände ausgewiesen. Eine aktuelle Untersuchung vom 31. Oktober 2021 bescheinigt dem Walhai eine Verbesserung seines Vorkommens mit einer Genesungsrate von durchschnittlich 29 Prozent aufgrund eingeleiteter Schutzmaßnahmen. Bedroht wird der Walhai von Fischerei, Aquakulturen, Ölbohrungen, Schiffsverkehr und Menschen, die ihm bei Freizeitaktivitäten zu nahe kommen.

## Haltung

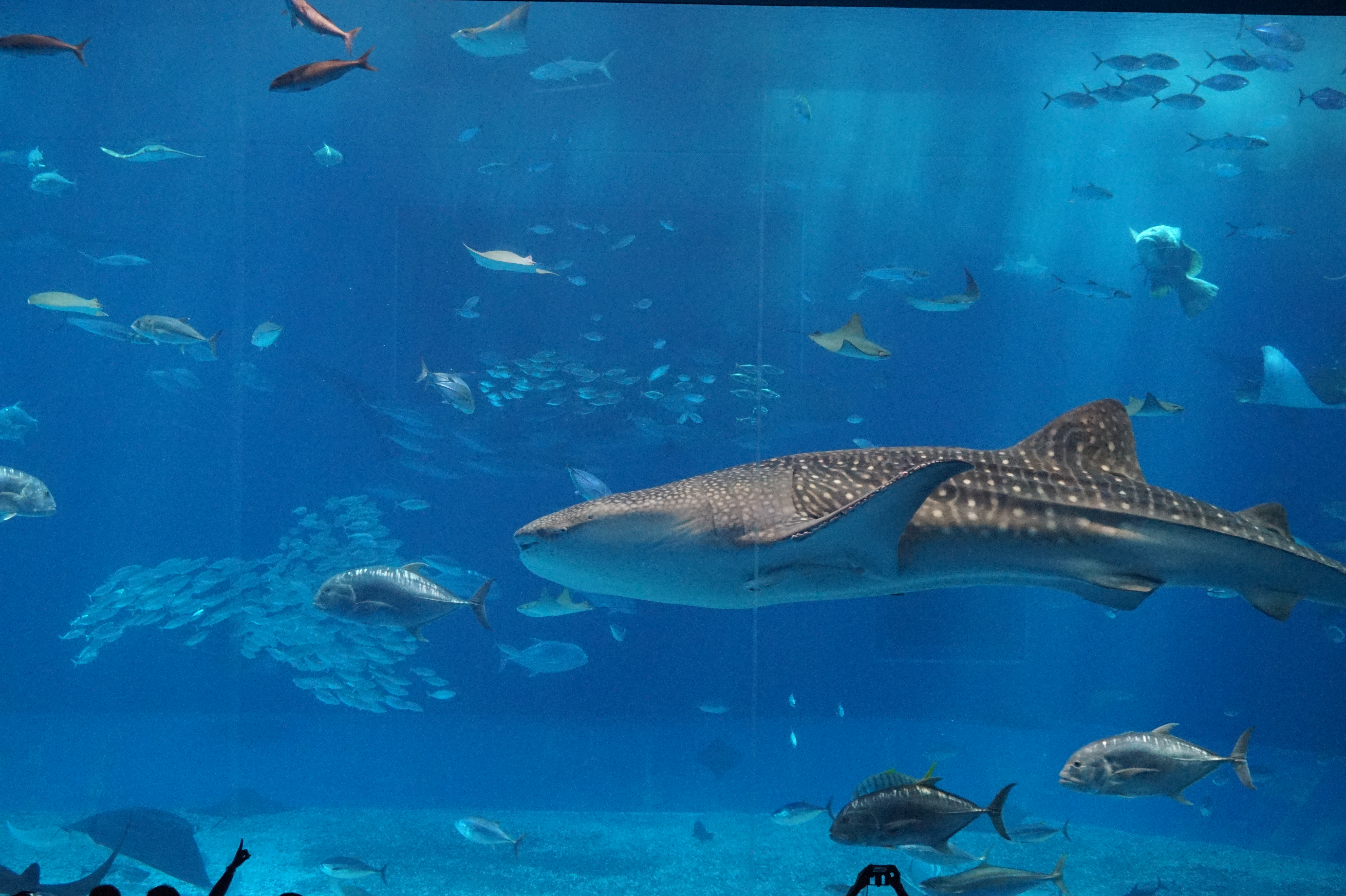
Walhai, Okinawa-Churaumi-Aquarium, Japan

Walhaie können aufgrund ihrer Größe nur in sehr wenigen Aquarien weltweit gehalten werden. Außerhalb Asiens hält nur das Georgia-Aquarium in Atlanta, USA, mehrere Walhaie. Die Daten aus Asien sind mitunter ungenau. Vermutlich werden aktuell (02/2022) 16 Walhaie in Einrichtungen in der Volksrepublik China gehalten, ein Exemplar in Taiwan und zehn in japanischen Aquarien.
Bei allen Exemplaren in menschlicher Obhut handelt es sich um Wildfänge oder gerettete Tiere. Das Georgia-Aquarium kaufte Wildfänge aus Taiwan, die sonst zu Speisezwecken verarbeitet worden wären. Einige Aquarien in Asien fangen regelmäßig neue Walhaie und wildern sie wieder aus, wenn sie eine gewisse Größe erreicht haben und durch kleinere Exemplare ersetzt werden.
Die Aquarien halten die Walhaie neben dem Attraktionscharakter auch zu Forschungszwecken. Im Zentrum steht dabei die Fortpflanzung der Walhaie, über die fast nichts bekannt ist. In der Wildnis konnte noch nie eine Fortpflanzung dokumentiert werden, und es wurden bisher nur einige wenige Jungtiere gefunden. Bisher kam es auch in menschlicher Obhut noch nie zu Nachwuchs, was jedoch auch mit dem noch relativ geringen Alter der gehaltenen Individuen zusammenhängen mag.